# فيرجينيا بيدل
فيرجينيا بيدل (بالإنجليزية: Virginia Biddle)‏ هي راقصة وعارضة وممثلة أمريكية، ولدت في 17 ديسمبر 1910 في توبيكا في الولايات المتحدة، وتوفيت في 21 فبراير 2003 في أولد سايبوروك في الولايات المتحدة.